# 花尾山 (福岡県)
花尾山（はなおさん）は、福岡県北九州市標高351mの山である。山頂からは北九州市全体や洞海湾、近くの山々が望める。

## 概要
皿倉山、帆柱山などと合わせて「帆柱連山」と呼ばれる。山頂一帯には今から約800年前に麻生氏によって築城された花尾城跡がある。現在、本丸跡は格好の広場となり、他にも二の丸、三の丸跡、馬場跡、出丸、井戸などの遺構が残っている。
山頂からの展望は、北側には八幡東区、八幡西区の街並みが広がり、南側には帆柱山の照葉樹林が目前にせまる。

## 登山コース
- 登山コースは、花尾山西コースと花尾山中コースがあるが、西コースの方が長さは短い。危険性は皆無。花尾山経由の帆柱山のルートは「めぐみの森コース」として近年整備されている。コース内に老樹古木森林があるため、森林浴に最適。

## 近くの山々
| 山容       | 名称   | 標高 (m) | 所在地         | 備考                                        |
| ---------- | ------ | -------- | -------------- | ------------------------------------------- |
|            | 皿倉山 | 622.2    | 北九州市帆柱町 | 帆柱連山の一山 北九州国定公園皿倉支部の一部 |
| 画像募集中 | 帆柱山 | 488      | 北九州市帆柱町 | 帆柱連山の一山                              |
| 画像募集中 | 権現山 | 617.2    | 北九州市前田   | 帆柱連山の一山                              |
| 画像募集中 | 河頭山 | 213.1    | 北九州市藤田   | 帆柱連山の一山                              |

## 三角点
一等三角点補点
- 点名「花尾山」

緯度　33°50′58
経度 130°47′00
標高 351 m
所在地 福岡県北九州市八幡西区大字熊手